# Locomotiva FNM DE 500
Le locomotive DE 500 delle Ferrovie Nord Milano erano una serie di locomotive diesel-elettriche, progettate per i servizi di manovra pesante e il traino di treni merci leggeri. Sono dotate di 2 motori Diesel.
Le prime 3 unità furono costruite nel 1971 per il traino di treni merci sulla linea della Val d'Olona da Castellanza alla (allora attiva) Cartiera Vita Mayer di Cairate .
Nel 1975 furono costruite altre 2 unità, leggermente più potenti, per il traino di treni merci sulla linea Saronno-Seregno.
L'immissione in servizio delle DE 500 consentì di eliminare gli ultimi servizi a vapore sulla rete FNM.